# 香港超級聯賽
香港超級聯賽（簡稱港超聯、港超，縮寫：HKPL），現稱中銀人壽香港超級聯賽，是香港足球總會所舉辦的職業足球聯賽，同時也是香港最高等級的職業足球聯賽，首賽季於2014–15年度展開，取代香港甲組足球聯賽成為香港頂級足球聯賽。首屆冠軍為傑志，應屆冠軍則為大埔。

## 歷史

### 成立背景及概念
「香港超級聯賽」的概念最早可以追溯至1980年代，當時班霸精工的班主黃創山提出成立香港超級聯賽，所有足球隊均以商業贊助作為球隊名稱，每支球隊設有6名外援下限，有別於現時主流的外援上限。黃創山提出此概念時，英格蘭超級足球聯賽尚未成立。
至2007年，亞洲足球協會（亞洲足協）為改革亞洲聯賽冠軍盃，為亞洲足協的不同成員國的聯賽進行評分。亞洲足協的人士於2007年4月到達香港為香港進行評分，且於同年4月15日入場觀看當時為頂級聯賽的甲組聯賽賽事，由南華對傑志，最終賽果為1-1，亦是旺角大球場在2009年重建前最後一場滿座的足球賽事。然而亞洲足協對香港聯賽的評分並不高，並未獲得任何2009年改革後之亞洲冠軍聯賽的任何席位。於2008年，部分香港甲組聯賽的球會因應亞洲足協的評分，決定向香港足球總會提出成立獨立於聯賽的管理委員會，獲足總接納，其後部分甲組球會自發成立「香港職業聯賽有限公司籌委會」，撰寫了數十張投影片的簡報作為建議書，其後有人質疑這份建議書只是一份簡報並不夠詳盡，包括時任足總主席梁孔德。香港足球總會有嘗試實行部分建議，包括在2009–10球季開始前舉辦慈善盾，但未有正式成立獨立於足總的職業聯賽或聯賽委員會。

### 鳳凰計劃與推動聯賽成立
2009年，香港足球隊創造佳績，例子包括香港隊力壓北韓晉身2010年東亞足球錦標賽決賽週，南華晉身亞協盃四強而且全場滿座，而香港奧運足球代表隊於12月亦歷史性奪得2009年東亞運動會足球比賽的金牌。香港政府因應民間要求大力發展足球運動的呼聲，而於2010年3月11日的立法會會議上，透過民政事務局公布推動足球發展的「鳳凰計劃」顧問報告。
香港足球總會根據《鳳凰計劃》報告書內容，聘請足球顧問團草擬改革報告，於2011年2月11日舉行的董事局會議上，通過原則上同意及支持足球顧問團所建議之報告。2011年4月14日，香港足球總會召開特別會員大會，出席的84人全部投贊成票，一致通過修改憲章，正式落實《鳳凰計劃》改革香港足球運動，原定於2012年成立香港超級足球聯賽。
香港超級足球聯賽原定於2012–13賽季展開首屆賽事，有 12 支球隊參加，成立初期將不實施降班制度，並且計劃按年增加參賽球隊數目。
在2011年5月11日的香港足球總會舉行該年度第三次甲組座談會，提議於2011–12賽季舉辦最後一屆甲組聯賽，並實施升 4 降 2 的升降制度，故此，首屆香港超級足球聯賽將由最後一屆甲組聯賽的前 8 名球隊，加上乙組聯賽前兩名球隊組成。制度要求所有參加香港超級足球聯賽的球隊必須經營 13 至 18 歲的青年學院，並且可能以新成立的青年學院聯賽取代現時的香港預備組聯賽。
超級聯賽的要求比甲組為高和嚴謹，根據亞洲足協規定，一個地區最頂級的聯賽應有12支球隊、教練員需持有A級教練牌、球隊內除正選球隊外還要有4隊青年軍，而且球員應設有薪金下限等，因應《鳳凰計劃》重新設計，香港職業聯賽首屆賽事延至2014–15賽季開始，並且將2012–13年的甲組聯賽升降制度由原先的升4降2，改為升3降1，即由2012–13年度甲組聯賽的首9支球隊，加上乙組聯賽的前3支球隊，組成最後一屆香港甲組足球聯賽的12支參賽球隊，再將2013–14年甲組聯賽的11支參賽球隊加上乙組聯賽冠軍球隊，組成首屆超級聯賽的12支參賽球隊。
但最終由於數支原本在甲組的球會，包括南區、晨曦和公民對港超的安排不滿，相繼宣布不會競逐首屆港超聯，令參與港超的原來班底僅剩下七隊，包括傑志、南華、太陽飛馬、標準流浪、東方、天行元朗和橫濱FC（香港），加上新升班的和富大埔和黃大仙，合共九支球隊組成第一屆香港超級聯賽。

### 港超聯正式開賽
2014年8月21日，香港足球總會主席梁孔德先生聯同行政總裁薛基輔先生為香港超級足球聯賽開記者會，宣傳香港超級足球聯賽正式成立。第一屆賽事開幕戰為2014年9月12日傑志對和富大埔，傑志奪得首屆冠軍，繼末代甲組聯賽後，成功衛冕頂級聯賽冠軍。第二屆賽事由東方奪得冠軍，是該隊事隔21年後重奪香港頂級聯賽冠軍，而季中上任的陳婉婷成為全球首位帶領男子職業足球隊贏得頂級聯賽冠軍的女教練。
第三屆賽事2016-17球季，因為球隊隊數有限，香港足球總會希望增加聯賽場次，故加入業餘球會港會及廣州富力二隊（球隊最終定名為R&F富力）令隊數增加至 11 隊。最後港會降班，南華於同年「自降」港甲，港甲第一及第二名晨曦及黃大仙贊助商不願意加大投資額選擇不升班。2017–18年球季，R&F富力將遷移主場到廣州市的燕子崗體育場，為香港超級聯賽首次於香港以外舉行賽事。
2019–20球季，上屆甲組聯賽冠軍球隊愉園升班，事隔六季後再度於香港頂級聯賽中角逐，亦是該隊首度於港超聯比賽。賽事原有10隊參與，但因應2019冠狀病毒病疫情，標準流浪、佳聯元朗、香港飛馬和和富大埔沒有參與復賽賽事，最後有6隊角逐復賽。
2020–21年球季，佳聯元朗和和富大埔自行降班，富力R&F宣佈退出解散，晉峰則以2019–20球季停擺前甲組聯賽第一名身分加入超聯，賽事共有8隊參與。2021–22年球季，香港飛馬和愉園自行降班後，香港足球總會邀請港會升班，並成立香港U23，以維持8隊參與，賽事最終因新型冠狀病毒大流行而腰斬。

### 港超聯賽會成立
2022–23年球季，和富大埔和深水埗接受香港足球總會邀請升班，令賽事恢復至10隊參賽；同時取消未來三個球季的降班制度，以逹到12隊作賽為目標，各支球會同時成立「港超聯賽會」，會由2022/23球季開始營運3年作為「試辦期」，集中為港超聯市場推廣及尋商業贊助，並實現票房共享。
2023–24年球季，在甲組聯賽冠軍中西區跟亞軍駿英九龍城表明無意升班，季軍高力北區決定升班，令本季有11隊足球隊參賽。
2024–25年球季，深水埗跟晉峰上季結束後相繼決定棄戰港超，加上香港U23解散。同時，甲組聯賽冠軍駿英九龍城決定升班，令本季參賽隊數由11隊減至9隊。

## 賽事制度
香港超級聯賽會以雙循環賽形式進行，即每支球隊與其他球隊進行兩場比賽，一場擔任主場，另一場作客。聯賽冠軍球隊可獲得亞洲賽事直接資格，如持有亞洲球會牌照則可參與亞洲聯賽冠軍盃分組賽，亞洲足協每年均會公佈符合亞洲聯賽冠軍盃及亞洲足協盃牌照的參賽球會。冠軍可獲亞洲聯賽冠軍盃外圍賽席位。如果聯賽冠軍同時是足總盃的冠軍，原來的席位將由聯賽成績較佳的球隊遞補。
升降制採取「升一降一」升降級制度，即最後一名的球隊將會在下一賽季降到次級聯賽，而次級聯賽的首名將可在來屆參加香港超級聯賽。升降級制度的最終方案由香港足球總會董事會決定。2022–23年香港超級聯賽起取消取消未來三季降級制度，以維持一直至少十隊作賽為目標。

## 參賽球會
參與香港超級聯賽的球會，須滿足香港足球總會制定的「香港球會牌照」的評審程序，獲得牌照才能參賽。
資料更新至2025-26賽季。
| 球隊     | 英文名稱                | 地區     | 球場           | 容量   | 上季成績      |
| -------- | ----------------------- | -------- | -------------- | ------ | ------------- |
| 標準流浪 | Biu Chun Rangers        | 黃大仙區 | 斧山道運動場   | 2,200  | 第 7 位       |
| 東方     | Eastern                 | 油尖旺區 | 旺角大球場     | 6,664  | 第 3 位       |
| 東區     | Eastern District        | 東區     | 小西灣運動場   | 11,981 | 甲組，第 8 位 |
| 九龍城   | Kowloon City            | 深水埗區 | 深水埗運動場   | 2,194  | 第 6 位       |
| 港會     | Hong Kong Football Club | 灣仔區   | 港會場         | 2,750  | 第 9 位       |
| 傑志     | Kitchee                 | 九龍城區 | 啟德青年運動場 | 5,000  | 第 4 位       |
| 冠忠南區 | Kwoon Chung Southern    | 南區     | 香港仔運動場   | 9,000  | 第 5 位       |
| 理文     | Lee Man                 | 油尖旺區 | 旺角大球場     | 6,664  | 第 2 位       |
| 高力北區 | Golik North             | 北區     | 北區運動場     | 2,500  | 第 8 位       |
| 大埔     | Tai Po                  | 大埔區   | 大埔運動場     | 3,200  | 第 1 位       |

已離開超級聯賽球隊包括：
| 中文名稱   | 英文名稱             | 最後參與賽季所在地區 | 獲編配主場   | 最後成績               | 最後參與賽季 | 位列頂級聯賽屆數 | 上次奪冠 |
| ---------- | -------------------- | -------------------- | ------------ | ---------------------- | ------------ | ---------------- | -------- |
| 黃大仙     | Wong Tai Sin         | 黃大仙區             | 斧山道運動場 | 第 9 位                | 2015-16      | 2                | 無       |
| 夢想駿其   | Dreams Metro Gallery | 深水埗區             | 深水埗運動場 | 第 9 位（自行降班）    | 2015-16      | 4                | 無       |
| 南華       | South China AA       | 西貢區               | 將軍澳運動場 | 第 4 名（自行降班）    | 2016–17      | 94               | 2012-13  |
| 夢想FC     | Dreams FC            | 葵青區               | 青衣運動場   | 第 8 位（自行降班）    | 2018-19      | 2                | 無       |
| 凱景       | Hoi King             | 深水埗區             | 深水埗運動場 | 第 10 位               | 2018-19      | 1                | 無       |
| 元朗       | Yuen Long            | 元朗區               | 元朗大球場   | 因疫情退賽（自行降班） | 2019-20      | 26               | 1962-63  |
| 富力R&F    | R&F                  | 廣州市               | 燕子崗體育場 | 第 3 位（球隊解散）    | 2019–20      | 4                | 無       |
| 愉園       | Happy Valley AA      | 深水埗區             | 深水埗運動場 | 第 8 位（自行降班）    | 2020–21      | 51               | 2005-06  |
| 天水圍飛馬 | TSW Pegasus          | 元朗區               | 元朗大球場   | 第 4 位（自行降班）    | 2020–21      | 13               | 無       |
| 深水埗     | Sham Shui Po         | 深水埗區             | 深水埗運動場 | 第 9 位（自行降班）    | 2023–24      | 3                | 無       |
| 香港U23    | HK U23               | 黃大仙區             | 斧山道運動場 | 第 10 位（球隊解散）   | 2023–24      | 3                | 無       |
| 晉峰       | Resources Capital    | 葵青區               | 青衣運動場   | 第 11 位（自行降班）   | 2023–24      | 4                | 無       |

## 賽事冠名
- 2014年–：「中銀人壽」（BOC LIFE）稱為「中銀人壽香港超級聯賽」

## 比賽足球及場地制服
- 2014年–：Nike

## 裁判制服
- 2014年–：Adidas

## 歷屆三甲
| 年度    | 冠軍                           | 亞軍                           | 季軍                           |
| ------- | ------------------------------ | ------------------------------ | ------------------------------ |
| 2014–15 | 傑志                           | 東方                           | 太陽飛馬                       |
| 2015–16 | 東方                           | 傑志                           | 南華                           |
| 2016–17 | 傑志                           | 東方龍獅                       | 冠忠南區                       |
| 2017–18 | 傑志                           | 和富大埔                       | 香港飛馬                       |
| 2018–19 | 和富大埔                       | 富力R&F                        | 冠忠南區                       |
| 2019–20 | 傑志                           | 東方龍獅                       | 富力R&F                        |
| 2020–21 | 傑志                           | 東方龍獅                       | 理文                           |
| 2021–22 | 賽事受新型冠狀病毒大流行而腰斬 | 賽事受新型冠狀病毒大流行而腰斬 | 賽事受新型冠狀病毒大流行而腰斬 |
| 2022–23 | 傑志                           | 理文                           | 標準流浪                       |
| 2023–24 | 理文                           | 大埔                           | 東方                           |
| 2024–25 | 大埔                           | 理文                           | 東方                           |

### 球會成績
| 球隊     | 冠軍 | 亞軍 | 季軍 | 冠軍年份                                             | 亞軍年份                           | 季軍年份         |
| -------- | ---- | ---- | ---- | ---------------------------------------------------- | ---------------------------------- | ---------------- |
| 傑志     | 6    | 1    | 0    | 2014–15, 2016–17, 2017–18, 2019–20, 2020–21, 2022–23 | 2015–16                            | －               |
| 大埔     | 2    | 2    | 0    | 2018–19, 2024–25                                     | 2017–18, 2023–24                   | －               |
| 東方     | 1    | 4    | 2    | 2015–16                                              | 2014–15, 2016–17, 2019–20, 2020–21 | 2023–24, 2024–25 |
| 理文     | 1    | 2    | 1    | 2023–24                                              | 2022–23, 2024–25                   | 2020–21          |
| 香港飛馬 | 0    | 0    | 2    | －                                                   | －                                 | 2014–15, 2017–18 |
| 冠忠南區 | 0    | 0    | 2    | －                                                   | －                                 | 2016–17, 2018–19 |
| 南華     | 0    | 0    | 1    | －                                                   | －                                 | 2015–16          |
| 標準流浪 | 0    | 0    | 1    | －                                                   | －                                 | 2022–23          |

## 歷屆最佳裁判
| 季度    | 裁判員 | 助理裁判員     |
| ------- | ------ | -------------- |
| 2024–25 | 陸建燊 | 盧嘉輝、羅銘亮 |
| 2023–24 | 譚炳煥 | 蘇啟文、盧國權 |
| 2022–23 | 譚炳煥 | 宋偉國、羅銘亮 |
| 2021–22 | 譚炳煥 | 鄒贊琛、鄭金榮 |
| 2020–21 | 何煒昇 | 羅銘亮、黃炳聰 |
| 2019–20 | 譚炳煥 | 霍龐盛、黃炳聰 |
| 2018–19 | 吳超覺 | 霍龐盛、羅銘亮 |
| 2017–18 | 吳超覺 | 霍龐盛、蘇啟文 |
| 2016–17 | 廖國文 | 林迺基         |
| 2015–16 | 廖國文 | 羅銘亮         |
| 2014–15 | 吳超覺 | 周駿傑         |

## 媒體播映

### 亞洲電視（2014年–2015年）
2014年首屆香港超級聯賽的獨家播映權由亞洲電視取得。亞視承諾將會播放最少20場賽事，每隊最少直播一場，亦可按照球會要求，額外收費增加直播場次。
賽事安排在本港台及國際台播映，亦會在亞視YouTube頻道直播，直播賽事則只限超級聯賽及足總盃決賽，其餘本地賽事全數錄播，安排於深夜或凌晨播出。

### 東網電視（2015年–至今）
由於亞洲電視的免費電視牌照將於2016年4月1日屆滿，第二屆香港超級聯賽的播映權改由東方報業集團旗下的網上媒體On.tv東網電視奪得，賽事透過東網電視的YouTube頻道以及流動應用程式免費播放。
直播賽事包括聯賽及盃賽淘汰賽，決賽階段。直播及錄播賽事可於東網電視及其流動應用程式重溫。另外，東網電視每週提供約十分鐘精華節目，名為《我撐港超聯精華節目》，安排於《香港超級聯賽》facebook專頁「我撐本地波」、YouTube頻道等平台上播放。
2018年起，傑志安排旗下主場賽事以按次收費方式（pay per view）直播，「直播通行證」定價為50港元，作客及盃賽賽事依然保持免費直播。在2019–20年球季，傑志將「直播通行證」價格降為40港元。2022–23年賽事起，東網電視除了獲得「獨家播放權」外，東網獲得授權與其他平台合作，聯合製作及播放賽事。

### 富力R&F內地轉播 （2017年–2020年）
2017年起，R&F富力於廣州電視台的廣州競賽直播其主場賽事，其他賽事則錄影播放。2018年起，富力改於廣東電視台的廣東體育頻道及PP体育直播其主場賽事。

### 多平台聯播（2022年–至今）
2022–23年賽事起，東網電視除了獲得「獨家播放權」外，東網獲得授權與其他平台合作，聯合製作及播放賽事，2022–23年起港台電視、無綫電視將加入聯播。
2022–23年播放方式如下：
| 播放媒體 | 播放詳情 |
| -------- | --- |
| 東網電視 | 為增加港超聯的直播場次，on.cc東網將提供最少35場按次收費直播。 Facebook專頁「我撐本地波」依然會提供文字直播、港超球員專訪，以及每月「最佳金球」和「最佳撲救」選舉等，繼續與球迷互動。 |
| 港台電視 | 將與on.cc東網同步直播35場港超聯賽事。同時亦會製作港超聯相關節目，配合《港台體壇123》每星期與球迷見面。                                                                               |
| 無綫電視 | 由旗下免費頻道獨家直播足總盃第一圈至決賽全部9場比賽。另外，myTV SUPER平台亦會有港超聯精選賽事點播。                                                                                  |

## 入場人數
| 賽季    | 比賽場數        | 總入場人數 | 平均入場人數             | 當季最高入場人數賽事 | 當季最高單場入場人數 | 當季最低入場人數賽事  | 當季最低單場入場人數 |
| ------- | --------------- | ---------- | ------------------------ | -------------------- | -------------------- | --------------------- | -------------------- |
| 2014–15 | 72              | 75,431     | 1,048                    | 傑志 2-2 南華        | 3,523                | 標準流浪 2-0 天行元朗 | 209                  |
| 2015–16 | 72              | 73,334     | 1,019                    | 東方 3-1 南華        | 4,130                | 標準流浪 0-0 冠忠南區 | 271                  |
| 2016–17 | 110             | 101,222    | 920                      | 東方龍獅 1-4 傑志    | 6,413                | R&F富力 0-3 理文流浪  | 100                  |
| 2017–18 | 90              | 86,074     | 956                      | 東方龍獅 1-8 傑志    | 5,415                | 標準流浪 1-1 夢想FC   | 233                  |
| 2018–19 | 90              | 84,265     | 936                      | 傑志 1-1 東方龍獅    | 3,489                | 富力R&F 3-0 凱景      | 99                   |
| 2019–20 | 60              | 34903      | 793 (閉門作賽不計算在內) | 傑志 5-0 愉園        | 2,772                | 標準流浪 1-7 富力R&F  | 240                  |
| 2020–21 | 68              | 72,560     | 1,067                    | 傑志 2-0 東方龍獅    | 7,802                | 冠忠南區 4-1 晉峰     | 308                  |
| 2021–22 | 15 (因疫情腰斬) | 13,498     | 900                      | 傑志 1-0 東方龍獅    | 3,163                | 香港U23 2-2 港會      | 260                  |
| 2022–23 | 90              | 67,454     | 749                      | 傑志 2-2 理文        | 6,489                | 香港U23 1-1 港會      | 135                  |
| 2023–24 | 110             | 63,490     | 577                      | 傑志 2-3 理文        | 2,310                | 港會 0-0 深水埗       | 79                   |
| 2024–25 | 108             | 74,011     | 685                      | 東方 3-3 大埔        | 2,455                | 標準流浪 3–1 北區     | 172                  |

## 外部連結
- 香港足球總會官方網站 （页面存档备份，存于）
- 香港足球總會-香港超級聯賽頁面
- 香港超級聯賽的Facebook專頁
- 香港超級聯賽的Instagram帳戶